# ئی‌کی‌او کبرا
ئی‌کی‌او کبرا (آلمانی: Einsatzkommando Cobra، به اختصار EKO Cobra) به معنای گروه ضربت کبرا، واحد تاکتیکی پلیس وزارت کشور فدرال اتریش است. ئی‌کی‌او کبرا بخشی از پلیس فدرال اتریش نیست، اما در عوض مستقیماً تحت کنترل وزارت کشور فدرال است.

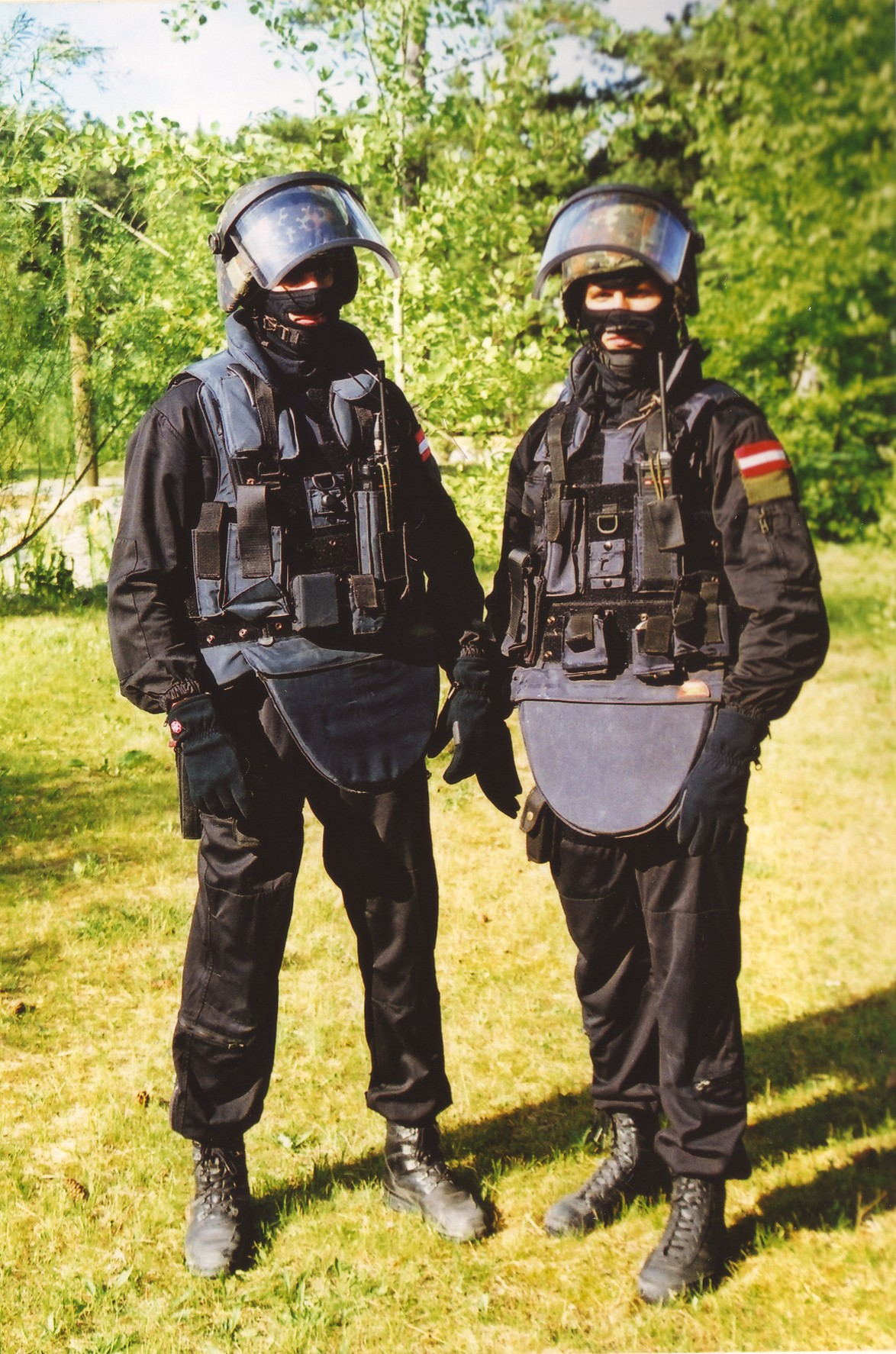
دو عضو ئی‌کی‌او کبرا در بارگذاری عملیاتی (تاریخی).